# Pfannenstein
Pfannenstein (auch Salzstein, Schmöpp, Schepp bzw. Salzschepp, Scherp) ist eine besondere Art von Kesselstein, der sich als feste Rinde in den Salzsiedepfannen der Salzsiedereien beim Sieden (Soggen) ansetzt. Pfannenstein enthält viel Speisesalz, aber auch Gips, Natriumsulfat (schwefelsaures Natron) und andere Bestandteile.
Dabei wird die harte Kruste, die sich bereits während des „Störens“ (Verdampfung der Salzsole bis zum Erreichen einer gesättigten Lösung) bildet und neben Kochsalz auch viel Calciumsulfat und Natriumsulfat enthält, als Hungerstein bezeichnet. 
Beim „Soggen“ (weiteres Verdampfen nach Erreichen einer gesättigten Lösung) bildet sich Pfannenstein im engeren Sinne, der auch als Salzstein bezeichnet wird und weitaus mehr Kochsalz enthält.
Bei abwechselndem Stören und Soggen bilden sich abwechselnde Lagen von Hungerstein und Pfannenstein.